# Oxifluoreto de xenônio
Oxifluoreto de Xenônio (XeOF4) é um composto químico inorgânico. Assim como todos os compostos de xenônio, é extremamente reativo e instável, sua hidrólise na água gera produtos corrosivos que podem trazer perigosos riscos:
XeOF4 + 2H2O → Xe + 4HF + 3/2 O2
Além disso, ozônio e flúor são formados. Essa reação é extremamente perigosa, e o oxifluoreto de xenônio deve ser mantido longe de água ou vapor d'água em quaisquer condições.

## Reação
XeOF4 reage com H2O nas seguintes etapas:
XeOF4 + H2O → XeO2F2 + 2HF
XeO2F2 + H2O → XeO3 + 2HF
XeO3 é um explosivo perigoso